# Gabriel Kicsid
Gabriel Kicsid   (Imeni, 2 d'abril de 1948) és un jugador d'handbol romanès, ja retirat, que va competir durant la dècada de 1970.
El 1972 va prendre part en els Jocs Olímpics d'Estiu de Munic, on va guanyar la medalla de bronze en la competició d'handbol. Hi va jugar els sis partits i marcà dotze gols. Quatre anys més tard, als Jocs de Montreal guanyà la medalla d'argent en la mateixa competició. Hi jugà quatre partits, inclosa la final, i va marcar quatre gols. En el seu palmarès també destaca la medalla d'or al Campionat del Món de 1970 i 1974. Amb la selecció jugà un total de 205 partits en què marcà 530 gols.
A nivell de clubs jugà al Steaua de Bucarest, amb qui va guanyar 12 edicions de la lliga romanesa d'handbol i la Copa d'Europa d'Handbol de 1977.